# NGC 53
Az NGC 53 egy spirálgalaxis a Tucana (Tukán) csillagképben.

## Felfedezése
Az NGC 53 galaxist John Herschel fedezte fel 1836. szeptember 15-én.

## Tudományos adatok
A galaxis 4568 km/s sebességgel távolodik tőlünk.